# Мормек, Жан-Марк
Жан-Марк Морме́к (фр. Jean-Marc Mormeck; род. 3 июня 1972, Пуэнт-а-Питр, Гваделупа) — французский боксёр-профессионал, выступающий в первой тяжёлой и супертяжёлой весовой категории. Чемпион мира в первой тяжелой (версия WBA, 2002—2006 и 2007; версия WBC) весовой категории.

## Профессиональная карьера

### Первый тяжёлый вес
Дебютировал марте 1995 года в первой тяжёлой весовой категории. В начале карьеры потерпел два поражения, по очкам в 4-раундовых боях. Но после поражений начал уверенно побеждать более опытных соперников, и провел ещё 17 рейтинговых победных боёв.
16 декабря 2000 года, в первом 12-раундовом бою победил непобеждённого Ливина Кастильо за титул интернационального чемпиона мира по версии WBA в первом тяжёлом весе. Провёл ещё 5 победных боёв, и вышел на первый чемпионский бой.

#### Чемпионский бой с Вирджилом Хиллом
В феврале 2002 года победил чемпиона мира в 1-м тяжелом весе по версии WBA Вирджила Хилла. Отстоял титул чемпиона против Дейла Брауна (28-2-1), Александра Гурова (32-3-1). В марте 2004 года в повторном бою вновь победил Вирджила Хилла. После этого, Мормек вышел на объединительный бой с другим чемпионом, Уэйном Брейтуэйтом.

#### Объединительный бой с Уэйном Брейтуэйтом
В апреле 2005 года состоялся объединительным бой в 1-м тяжелом весе между чемпионом WBA французом Жаном-Марком Мормеком и чемпионом WBC американцем Уэйном Брейтуэйтом. В середине 7-го раунда Мормек правым кроссом попал в голову Брейтуэйта и тот упал на канвас. Американец встал на счет 6. Мормек попытался добить его, но Брейтуэйт клинчевал. В 8-м раунде Брейтуэйт продолжил клинчевать, и в середине раунда рефери снял с него очко. По окончании боя судьи единогласным решением объявили победителем Мормека.

#### Объединительный бой с О`Нилом Беллом
В январе 2006 года Мормек решил собрать все пояса, и стать абсолютным чемпионом мира. К имеющимся титулам WBA и WBC, Жан-Марк решил добавить IBF. В объединительном бою проиграл нокаутом в 10-м раунде О`Ниллу Беллу. Это стало первым досрочным поражением Мормека в его профессиональной карьере. 

8 Июля нокаутировал в десятираундовом бою Себастьяна Хилла
Марте 2007 года Мормек в реванше победил Белла по очкам. Повторно завоевал Титул чемпиона по версиям WBA и WBC в первом тяжелом весе. Но титул IBF в этом бое на разыгрывался, так как Белл был лишён этого титула за отказ от проведения обязательной защиты против другого боксёра.

#### Бой с Дэвидом Хэем
В ноябре 2007 года во Франции Дэвид Хэй встретился с чемпионом мира в 1-м тяжёлом весе по версиям WBC и WBA французом Жаном-Марком Мормеком. В середине 4-го раунда Мормек провёл двойку — левый крюк и правый — в голову. Хэй зашатался и упал на канаты. Мормек сразу же добавил левый хук в голову. Хэй опустился на пол. Он поднялся на счёт 8. Француз не смог добить британца. В начале 7-го раунда Дэвид Хэй провел несколько ударов в голову противника, последним из которых — правым хуком в голову — послал противника на канвас. Мормек поднялся на счёт 8. Рефери, глядя в глаза француза, остановил поединок. Мормек не спорил с ним. После этого поражения, Жан-Марк ушёл из бокса на полтора года.

### Возвращение. Дебют в супертяжёлом весе
17 декабря 2009 года Мормек вернулся в бокс. Дебютировал в супертяжелом весе, выиграв по очкам американца Винни Маддалоне. Спустя полгода победил по очкам стойкого Фреса Окендо, а 2-го декабря 2010 года спорным решением судей победил известного узбекского бойца, Тимура Ибрагимова.
Получил приглашение провести 10 декабря 2011 года бой за звание абсолютного чемпиона мира в супертяжелом весе с чемпионом Владимиром Кличко, но украинец получил травму и бой был перенесен на 3 марта 2012 года.

#### Чемпионский бой с Владимиром Кличко
3 марта 2012 года Мормек вышел на бой с абсолютным чемпионом мира в тяжёлом весе, Владимиром Кличко. Бой начался с контроля ринга украинцем, а француз практически не бил, а "нырял" под Кличко, пытаясь клинчевать, и подстраиваться к удобной себе дистанции. Во втором раунде Владимир двойкой пробил в голову Мормека, и отправил его в нокдаун. Мормек оправился, и смог проклинчевать до конца раунда. В третьем раунде после удачной атаки Кличко, Мормек попятился назад, захватив за собой украинца, и оба боксёра упали. Рефери разнял боксеров. В четвёртом раунде Владимир так же пробил удачную двойку, и после того как Мормек "поплыл" Кличко пробил мощный левый боковой, и правый прямой вдогонку уже падающему Жан-Марку. Мормек встал насчет 10, но не мог уверенно стоять на ногах. Рефери остановил поединок. Кличко уверенно победил.
- В декабре 2012 года должен был провести поединок с чемпионом мира в первом тяжёлом весе по версии WBC, Кшиштофом Влодарчиком, но получил травму и поединок был отменён.

## Результаты боёв
В таблице перечислены результаты всех поединков боксёров.
В каждой строке указан результат поединка. Дополнительно номер поединка обозначен цветом, который обозначает итог поединка. Расшифровка обозначений и цветов представлена в нижеследующей таблице.
| Пример | Расшифровка                     |
| ------ | ------------------------------- |
|        | Победа                          |
|        | Ничья                           |
|        | Поражение                       |
|        | Планируемый поединок            |
|        | Поединок признан несостоявшимся |
| КО     | Нокаут                          |
| ТКО    | Технический нокаут              |
| PTS    | Решение судей (по очкам)        |
| UD     | Единогласное решение судей      |
| MD     | Решение большинства судей       |
| SD     | Раздельное решение судей        |
| RTD    | Отказ от продолжения боя        |
| DQ     | Дисквалификация                 |
| NC     | Поединок признан несостоявшимся |

| Бой                                                                                | Дата            | Соперник                     | Судьи               | Место боя                                                     | Раундов  | Дополнительно |
| ---------------------------------------------------------------------------------- | --------------- | ---------------------------- | ------------------- | ------------------------------------------------------------- | -------- | --- |
| 43                                                                                 | 5 декабря 2014  | Матеуш Мастернак (33-2)      | Робин Долпьер       | Palais des sports Robert Charpentier, Исси-ле-Мулино, Франция | 10(MD)   | 92-99, 95-95, 92-98. |
| 42                                                                                 | 26 июня 2014    | Тамас Лоди (13-2-1)          |                     | Patinoire d'Asnières, Аньер-сюр-Сен, Франция                  | 10(TKO4) | |
| 41                                                                                 | 3 марта 2012    | Владимир Кличко (56-3)       | Луис Пабон          | ЭСПРИТ Арена, Дюссельдорф, Германия                           | 12(KO4)  | Титул чемпиона мира по версиям IBF, IBO, 11-я защита, по версии WBO, 7-я защита, по версии суперчемпиона WBA, 1-я защита Кличко, титул чемпиона The Ring, 4-я защита, в супертяжелом весе. |
| 40                                                                                 | 2 декабря 2010  | Тимур Ибрагимов (30-2-1)     | Жан Луис Легланд    | Halle Carpentier, Париж, Франция                              | 12(SD)   | Вакантный титул интернационального чемпиона WBA в супертяжелом весе. (Счет судей - 116:111, 116:112, 113:115.).                                                                            |
| 39                                                                                 | 6 мая 2010      | Фрес Окендо (32-5)           | Робин Делфир        | Halle Carpentier, Париж, Франция                              | 10(UD)   | |
| 38                                                                                 | 17 декабря 2009 | Винни Маддалоне (32-5)       | Ноел Моннет         | Halle Carpentier, Париж, Франция                              | 8(UD)    | Дебют в супертяжелом весе |
| После поражения, ушёл из бокса. Затем вернувшись, дебютировал в супертяжёлом весе. |                 |                              |                     |                                                               |          | |
| 37                                                                                 | 10 ноября 2007  | Дэвид Хэй (19-1)             | Гуидо Каваллери     | Palais des Sport Marcel Cerdan, О-де-Сен, Франция             | 12(TKO7) | Титул суперчемпиона в первом тяжелом весе по версии WBA, титул чемпиона в первом тяжелом весе по версии WBC.                                                                               |
| 36                                                                                 | 7 марта 2007    | О'Нил Белл (26-1-1)          | Массимо Барровеккио | Palais des Sport Marcel Cerdan, О-де-Сен, Франция             | 12(UD)   | Титул суперчемпиона в первом тяжелом весе по версии WBA, титул чемпиона в первом тяжелом весе по версии WBC. Мормек взял реванш.                                                           |
| 35                                                                                 | 8 июля 2006     | Себастьян Хилл (10-12-1)     | Джесси Рейес        | Savvis Center, Saint Louis, Missouri, США                     | 10(TKO4) | |
| 34                                                                                 | 7 января 2006   | О'Нил Белл (25-1-1)          | Уэйн Келли          | Madison Square Garden, New York, США                          | 12(KO10) | Титул суперчемпиона WBA, 5-я защита Мормека, титул чемпиона WBC, 1-я защита Мормека. титул чемпиона IBF, 2-я защита Белла. в первом тяжёлом весе.                                          |
| 33                                                                                 | 2 апреля 2005   | Уэйн Брейтуэйт (21-0)        | Дик Флейти          | DCU Center, Worcester, Massachusetts, США                     | 12(UD)   | Титул суперчемпиона WBA, 4-я защита Мормека, титул чемпиона WBC, 1-я защита Бретуэйта, в первом тяжелом весе.                                                                              |
| 32                                                                                 | 22 мая 2004     | Вирджил Хилл (49-4)          | Уэлли Сноубол       | Carnival City Casino, Brakpan, Gauteng, ЮАР                   | 12(UD)   | Титул чемпиона WBA в первом тяжелом весе, 3-я защита Мормека. |
| 31                                                                                 | 1 марта 2003    | Александр Гуров (32-3-1)     | Кенни Бейлесс       | Thomas & Mack Center, Лас-Вегас, Невада, США                  | 12(TKO8) | Титул чемпиона WBA в первом тяжелом весе, 2-я защита Мормека. |
| 30                                                                                 | 10 августа 2002 | Дейл Браун (28-2-1)          | Луис Пабон          | Plage du Prado, Marseille, Bouches-du-Rhône, Франция          | 12(TKO8) | Титул чемпиона WBA в первом тяжелом весе, 1-я защита Мормека. |
| 29                                                                                 | 23 февраля 2002 | Вирджил Хилл (46-3)          | Стенли Кристодоулу  | Plage du Prado, Marseille, Bouches-du-Rhône, Франция          | 12(RTD8) | Титул чемпиона WBA в первом тяжелом весе, 1-я защита Хилла. |
| 28                                                                                 | 8 октября 2001  | Франклин Эдмондсон (10-14-1) | Стенли Кристодоулу  | Plage du Prado, Париж, Франция                                | 8(PTS)   | |